# إمبا كاسانجاناي
إمبا أرماند كاسانجاناي (بالإنجليزية: Impa Armand Kasanganay؛ مواليد 17 يناير 1994) هو مُقاتل فنون قتالية مختلطة أمريكي.

## وصلات خارجية
- إمبا كاسانجاناي على موقع يو إف سي (الإنجليزية)
- إمبا كاسانجاناي على موقع شيردوغ (الإنجليزية)
- إمبا كاسانجاناي على موقع Tapology.com (الإنجليزية)